# نيل جنكينز
نيل جنكينز (بالإنجليزية: Neil Jenkins)‏ (و. 1971  م) هو لاعب اتحاد الرغبي، من المملكة المتحدة، يلعب كرامي متوسط ‏.

## التعليم
تعلم في Bryn Celynnog Comprehensive School ‏.

## جوائز
حصل على جوائز منها:
- عضو رتبة الإمبراطورية البريطانية.

## روابط خارجية
- نيل جنكينز عل موقع إسبنسكروم (الإنجليزية)
- نيل جنكينز على موقع ItsRugby.co.uk (الإنجليزية)